# Леден гигант
Леденият гигант е голяма планета, съставена главно от елементи, по-тежки от водород и хелий, като например кислород, въглерод, азот и сяра. В Слънчевата система се отличават два ледени гиганта – Уран и Нептун.
В астрофизиката и планетологията, понятието „лед“ се отнася за летливи химически съединения с точки на замръзване над около 100 K, като например вода, амоняк или метан с точки на замръзване съответно 273 K, 195 K и 91 K. През 1990-те години става ясно, че Уран и Нептун са отделен клас гигантски планети от другите гиганти в Слънчевата система – Юпитер и Сатурн. Техните съставляващи съединения са твърди вещества, когато са били инкорпорирани в планетите по времето на тяхното образуване или директно под формата на лед, или под формата на лед във вода. В днешно време много малка част от водата на Уран и Нептун е под формата на лед. Вместо това, водата там съществува като свръхкритична течност.
Масата на ледените гиганти е съставена от едва 20% водород и хелий в сравнение с газовите гиганти в Слънчевата система, чиято маса е 90% водород и хелий.

## Образуване
Моделирането на образуването на земеподобни планети и газови гиганти е относително просто. Първите се образуват чрез натрупване на материал в протопланетарен диск, а вторите се сформират чрез същия процес, но чрез акрецията на газ около твърди ядра с маса около 10 пъти тази на Земята. Образуването на ледените гиганти чрез същия процес, обаче, поставя проблеми. Втората космическа скорост за малки протопланети, намиращи се на около 20 астрономически единици от центъра на Слънчевата система, би била от порядъка на тяхната относителна скорост. Такива тела при пресичане на орбитите на Сатурн или Юпитер биха били изпратени по хиперболична траектория извън от системата. Освен това, има голяма вероятност такива планети да се привлекат от по-големите планети. Въпреки трудностите при моделирането на образуването им, много кандидати за ледени гиганти са наблюдавани и около други звезди от 2004 г. насам. Това подсказва, че те може би са често срещани планети в Млечния път.
Имайки предвид орбиталните препятствия пред протопланетите на 20 астрономически единици от центъра на системата, просто решение би било, че ледените гиганти са се образували между орбитите на Юпитер и Сатурн и след това са били изхвърлени навън от гравитационните сили към сегашните им отдалечени орбити.
Гравитационна нестабилност на протопланетарния диск също би могла да породи газови гиганти на разстояния до 30 астрономически единици. Региони на леко по-висока плътност в диска биха могли да доведат до образуването на буци, които в крайна сметка да сформират планетарни плътности. Диск с дори малка гравитационна нестабилност би могъл да образува протопланети между 10 и 30 астрономически единици за около хиляда години. Това е много по-бързо от нужните 100 хил. до 1 млн. години за образуването на протопланети чрез акреция на облак. Проблемът на този модел е определянето на това, което е държало диска стабилен, преди да настъпи нестабилността.
Наблюденията на фотоизпарението на протопланетарните дискове в ултравиолетовия диапазон разкриват и друг възможен механизъм за образуването на ледени гиганти. Големи протопланети на газови гиганти могат да се образуват бързо вследствие нестабилност на диска, преди по-голямата част от водородната им обвивка да е била премахната от интензивната радиация на близката звезда.

## Характеристика
Ледените гиганти представляват една от две фундаментално различни категории гиганти планети, срещащи се в Слънчевата система. За разлика от газовите гиганти, ледените гиганти са съставени главно от по-тежки химични елементи – най-вероятно от кислород, въглерод, азот и сяра. Въпреки че имат и водородна обвивка, тя е много по-тънка, отколкото при газовите гиганти – те са едва 20% от масата им. Този водород никога не достига нужната дълбочина, за да се образуват по-тежки елементи от налягането. Въпреки това, тези обвивка възпрепятстват наблюдението на вътрешните части на ледените гиганти. Смята се, че под облаците на Уран и Нептун се намират свръхкритични водни океани, които съставляват около две трети от общата им маса.
Външните газови слоеве на ледените гиганти имат няколко сходни черти с тези на газовите гиганти. Това включва дълготрайни и високоскоростни екваториални ветрове, полярни вихри, мащабни модели на циркулация и сложни химични процеси, захранвани от ултравиолетово лъчение. Най-видимата особеност на Нептун е неговото Голямо тъмно петно, което се образува и се разпада на няколко години, за разлика от Голямото червено петно на Юпитер, което съществува вече в продължение на векове. От всички планети в Слънчевата система, Нептун излъчва най-много вътрешна топлина на единица погълната слънчева светлина, докато Уран излъчва най-малко, около една десета част от тази на Нептун.
Поради големият им размер и слаба топлопроводимост, вътрешността на ледените гиганти има налягане до няколкостотин GPa и температура от няколко хиляди K. Магнитните полета на Уран и Нептун са необичайно изместени и наклонени. Силата на тези полета е по-силна от тази на Земята, но по-слаба от тази на газовите гиганти. Магнитните им полета вероятно се пораждат в йонизирана конвектираща течно-ледена мантия.